# Перан
Пера́н (фр. Peyrens) — коммуна во Франции, находится в регионе Лангедок — Руссильон. Департамент коммуны — Од. Входит в состав кантона Северный Кастельнодари. Округ коммуны — Каркасон.
Код INSEE коммуны — 11284.

## Население
Население коммуны на 2008 год составляло 409 человек.
| 1962 | 1968 | 1975 | 1982 | 1990 | 1999 | 2008 |
| ---- | ---- | ---- | ---- | ---- | ---- | ---- |
| 218  | 241  | 235  | 267  | 301  | 351  | 409  |

## Экономика
В 2007 году среди 257 человек в трудоспособном возрасте (15—64 лет) 194 были экономически активными, 63 — неактивными (показатель активности — 75,5 %, в 1999 году было 72,0 %). Из 194 активных работали 180 человек (90 мужчин и 90 женщин), безработных было 14 (4 мужчин и 10 женщин). Среди 63 неактивных 24 человека были учениками или студентами, 16 — пенсионерами, 23 были неактивными по другим причинам.